# Oghamstein von Aultagh
Der Oghamstein von Aultagh (irisch Alltach) ist ein Findling mit den Maßen 1,12 m Länge, 0,76 m Breite und 0,36 m Dicke. Er steht nahe einer Farm und der Straße R584 südöstlich von Crustera im County Cork in Irland. 
Die altirische Inschrift des Oghamsteins besteht aus zwei Wörtern, geteilt durch die sogenannte Feder, die normalerweise nur den Beginn und das Ende der Inschrift markiert. Die Inschrift lautet „Ubedabo Altasi“.
Der irische Archäologe Robert Alexander Stewart Macalister (1870–1950) stellte bei einer Untersuchung fest, dass der Schreiber offenbar das Konzept der Feder (>) nicht verstanden hat und nur etwas kopierte, was für ihn geschrieben wurde. Der Stein trägt auch zwei sternförmige Schnitzereien, die eine links und die andere am Ende der Mittellinie. Auf der Fläche eingeritzte Mittellinien, die üblicherweise durch die Kante des Steins gebildet werden, sind in Irland selten, kommen aber bei Oghaminschriften in Schottland häufig vor.